# Атлетика на Летњим олимпијским играма 2012 — 3.000 метара препреке за жене
Трка на 3.000 метара са препрекама за жене, је једна од 47 дисциплина атлетског програма на Летњим олимпијским играма 2012. у Лондону, Уједињено Краљевство. Ова дисциплина била је други пут на женском атлетском програму олимпијских игара. Такмичење је одржано 4. и 6. августа на Олимпијском стадиону.

## Допинг
Суд за спортску арбитражу је 24. март 2016. дисквалификовао због допинга победницу трке Јулију Зарипову за све резултате постигнуте од 20. јула 2011. до 25. јула 2013. године, што је обухватило и Олимпијске игре 2012.. Одузета златна медаља додељена је Тунишанки Хабиби Грибли. Због допинга дисквалификована је и Марта Домингез из Шпаније.

## Земље учеснице
У трци на 3.000 метара са препрекама за жене учествовале су 44 такмичарке из 26 земаља. Од тога 38 такмичарки из 20 земаља истрчало је А квалификациону норму од 9:43,00, а Б норму која је износила 9:48,00 6 такмичарки из исто толико земаља.
| #   | Бр. | Земља                     | Такмичари                                              |
| --- | --- | ------------------------- | ------------------------------------------------------ |
| 1.  | 3   | Етиопија                  | Софија Асефа Hiwot Ayalew Etenesh Diro                 |
| 2.  | 3   | Кенија                    | Милка Чемос Чејва Мерси Ванџику Лидија Ротич           |
| 3,  | 3   | Русија                    | Јулија Зарипова Гулнара Самитова-Галкина Јелена Орлова |
| 4.  | 3   | Турска                    | Гулџан Мингир Биназ Услу Озлем Каја                    |
| 5.  | 3   | Сједињене Америчке Државе | Ема Коберн Бриџет Франек Шалаја Кип                    |
| 6.  | 2   | Кина                      | Li Zhenzhu Аннуо Јин                                   |
| 7.  | 2   | Немачка                   | Геза Фелицитас Краузе Антје Мелднер-Шмит               |
| 8.  | 2   | Уједињено Краљевство      | Барбара Паркер Ајлиш Маколган                          |
| 9.  | 2   | Ирска                     | Стефани Рајли                                          |
| 10. | 2   | Мароко                    | Салима Ел Уали Алами Kaltoum Bouaasayriya              |
| 11. | 2   | Пољска                    | Катажина Ковалска Матилда Шлензак                      |
| 12. | 2   | Румунија                  | Анкута Бобокел Кристина Касандра                       |
| 13. | 2   | Шпанија                   | Марта Домингез Дијана Мартин                           |
| 14. | 2   | Украјина                  | Свитлана Шмит Валентина Жудина                         |
| 15. | 1   | Колумбија                 | Анхела Фигероа                                         |
| 16. | 1   | Јамајка                   | Корин Хајндс                                           |
| 17. | 1   | Летонија                  | Полина Јелизарова                                      |
| 18. | 1   | Португалија               | Клариса Круз                                           |
| 19. | 1   | Порторико                 | Беверли Рамос                                          |
| 20. | 1   | Тунис                     | Хабиба Гриби                                           |

| #   | Бр. | Земља      | Такмичари           |
| --- | --- | ---------- | ------------------- |
| 21. | 1   | Бугарска   | Силвија Денкова     |
| 22. | 1   | Индија     | Суда Синг           |
| 23. | 1   | Аустралија | Genevieve LaCaze    |
| 24. | 1   | Белорусија | Sviatlana Kudzelich |
| 25. | 1   | Уганда     | Docus Inzikuru      |
| 26. | 1   | Финска     | Сандра Ериксон      |

## Систем такмичења
Такмичње у овој дисциплини је одржану у два дана. Прог дана у квалификацијама су учествовале све атлетичари који су постигли квалификационе норме. Тачмичарке су били подељене у три групе из којих се по 4 прволасиране и три према постигнутом резултату пласирале у финале.

## Рекорди пре почетка такмичења
(стање 20. јул 2012)
| Светски рекорд          | 8:58.81 | Гулнара Самитова-Галкина | Русија | Пекинг, Кина   | 17. август 2008. |
| Олимпијски рекорд       | 8:58.81 | Гулнара Самитова-Галкина | Русија | Пекинг, Кина   | 17. август 2008. |
| Најбољи резултат сезоне | 9:07,14 | Милка Чемос Чејва        | Кенија | Осло, Норвешка | 7. јун 2012.     |

### Најбољи резултати у 2012. години
Десет најбољих такмичара у трчању на 3.000 м са препрекама 2012. године пре првенства (19. јула 2012), имали су следећи пласман.
| 1.  | Милка Чемос Чејва Кенија        | 9:07,14 | 7. јун  |
| 2.  | Софија Асефа Етиопија           | 9:09,00 | 7. јун  |
| 3.  | Hiwot Ayalew Етиопија           | 9:09,61 | 7. јун  |
| 4.  | Јулија Зарипова Русија          | 9:09,99 | 3. јул  |
| 5.  | Гулџан Мингир Турска            | 9:13,53 | 9. јун  |
| 6.  | Etenesh Diro Етиопија           | 9:21,54 | 7. јун  |
| 7.  | Lydiah Chepkurui Кенија         | 9:22,66 | 19. мај |
| 8   | Барбара Паркер Велика Британија | 9:24,24 | 2. јун  |
| 9.  | Марта Домингез Шпанија          | 9:24,26 | 7. јун  |
| 10. | Гулнара Самитова-Галкина Русија | 9:24,60 | 27. мај |

Такмичарке чија су имена подебљана учествују на ЛОИ.

## Сатница
| Сатум                     | Време | Ниво          |
| ------------------------- | ----- | ------------- |
| Субота 4. август, 2012    | 11:35 | Квалификакије |
| Понедељак, 6. август 2012 | 21:05 | Финале        |

## Освајачи медаља
|                     |                        |                           |
| Хабиба Гриби, Тунис | Софија Асефа, Етиопија | Милка Чемос Чејва, Кенија |

## Резултати

### Квалификације
У квалификацијама 4. августа учествовале су 44 такмичарке оидељене у три групе, прва и друга су ималепо 15, а трећа 14 такмичарки. за финале су се пласирале по четири првопласиране из сваке групе (КВ) и три по најбољем резултату (кв). Постигнут је 1 национални рекорд (Летонија), 4 лична рекорда и 4 најбоља лична резултата сезоне.
| Плас. | Група | Атлетичарка              | Земља                     | ЛР       | РС      |  | Рез.     | Бел.    |
| ----- | ----- | ------------------------ | ------------------------- | -------- | ------- |  | -------- | ------- |
| 1.    | 3.    | Hiwot Ayalew             | Етиопија                  | 9:09,61  | 9:09,61 |  | 9:24,01  | КВ      |
| 2.    | 1.    | Геза Фелицитас Краузе    | Немачка                   | 9:23,52  | 9:23,52 |  | 9:24,91  | КВ,ЛР   |
| 3.    | 1.    | Etenesh Diro             | Етиопија                  | 9:35,77  | 9:35,77 |  | 9:25,31  | КВ      |
| 4.    | 2.    | Софија Асефа             | Етиопија                  | 9:09,00  | 9:09,00 |  | 9:25,42  | КВ      |
| 5.    | 3.    | Јулија Зарипова          | Русија                    | 9:05,02  | 9:05,02 |  | 9:25,68  | КВ,     |
| 6.    | 3.    | Мерси Ванџику            | Кенија                    | 9:25,21  | 9:16,94 |  | 9:25,9   | КВ      |
| 7.    | 3.    | Антје Мелднер-Шмит       | Немачка                   | 9:32,14  | 9:18,54 |  | 9:26,57  | КВ, ЛРС |
| 8.    | 1.    | Милка Чемос Чејва        | Кенија                    | 9:07,14  | 9:07,14 |  | 9:27,09  | КВ      |
| 9.    | 1.    | Полина Јелизарова        | Летонија                  | 9:32,71  | 9:28,27 |  | 9:27,21  | КВ НР   |
| 10.   | 2.    | Хабиба Гриби             | Тунис                     | 9:28,81  | 9:08,37 |  | 9:27,42  | КВ, ЛРС |
| 11.   | 2.    | Ема Коберн               | Сједињене Америчке Државе | 9:23,54  | 9:23,54 |  | 9:27,21  | КВ      |
| 12.   | 1.    | Гулнара Самитова-Галкина | Русија                    | 9:24,60  | 8:58,81 |  | 9:28,76  | кв      |
| 13.   | 2.    | Марта Домингез           | Канада                    | 9:24,26  | 9:07,32 |  | 9:29,71  | КВ      |
| 14.   | 3.    | Бриџет Франек            | Сједињене Америчке Државе | 9:29,53  | 9:29,53 |  | 9:29,86  | кв      |
| 15.   | 2.    | Клариса Круз             | Португалија               | 9:41,72  |         |  | 9:30,06  | кв      |
| 16.   | 3.    | Анкута Бобокел           | Румунија                  | 9:25,70  | 9:25,70 |  | 9:31,06  |         |
| 17.   | 1.    | Барбара Паркер           | Уједињено Краљевство      | 9:24,24  | 9:24,24 |  | 9:32,07  |         |
| 18.   | 2.    | Јелена Орлова            | Русија                    | 9:31,37  | 9:22,15 |  | 9:33,14  |         |
| 19.   | 1.    | Li Zhenzhu               | Кина                      | 9:39,75  | 9:32,35 |  | 9:34,29  | ЛРС     |
| 20.   | 3.    | Docus Inzikuru           | Уганда                    | 9:30,95  | 9:15,04 |  | 9:35,29  |         |
| 21.   | 1.    | Дијана Мартин            | Шпанија                   | 9:38,41  | 9:38,41 |  | 9:35,77  | ЛР      |
| 22.   | 1.    | Genevieve LaCaze         | Аустралија                | 9:40,00  | 9:40,00 |  | 9:37,90  | ЛР      |
| 23.   | 2.    | Валентина Жудина         | Украјина                  | 9:37,02  | 9:27,26 |  | 9:37,90  |         |
| 24.   | 1.    | Корин Хајндс             | Јамајка                   | 9:42,27  | 9:28,86 |  | 9:37,95  | ЛРС     |
| 25.   | 2.    | Лидија Ротич             | Кенија                    | 9:31,09  | 9:18,03 |  | 9:42,03  |         |
| 26.   | 1.    | Салима Ел Уали Алами     | Мароко                    | 9:31,03  | 9:31,03 |  | 9:44,62  |         |
| 27.   | 2.    | Стефани Рајли            | Ирска                     | 9:44,15  | 9:42,91 |  | 9:44,77  |         |
| 28.   | 2.    | Гулџан Мингир            | Турска                    | 9:13,53  | 9:13,53 |  | 9:47,35  |         |
| 29.   | 1.    | Шалаја Кип               | Сједињене Америчке Државе | 9:35,73  | 9:35,73 |  | 9:48,33  |         |
| 30.   | 2.    | Катажина Ковалска        | Пољска                    | 9:34,13  | 9:26,93 |  | 9:48,60  |         |
| 31.   | 1.    | Суда Синг                | Индија                    | 9:47,70  | 9:47,70 |  | 9:48,86  |         |
| 32.   | 3.    | Сандра Ериксон           | Финска                    | 9:43,38  | 9:43,38 |  | 9:50,71  |         |
| 33.   | 3.    | Ајлиш Маколган           | Уједињено Краљевство      | 9:38,45  | 9:38,45 |  | 9:54,36  |         |
| 34.   | 1.    | Свјатлана Кудзелич       | Белорусија                | 9:39,43  | 9:39,43 |  | 9:54,77  |         |
| 35.   | 2.    | Беверли Рамос            | Порторико                 | 9:39,33  | 9:39,33 |  | 9:55,26  |         |
| 36.   | 3.    | Kaltoum Bouaasayriya     | Мароко                    | 9:40,69  | 9:40,69 |  | 9:58,77  |         |
| 37.   | 2.    | Кристина Касандра        | Румунија                  |          | 9:16,85 |  | 9:58,83  |         |
| 38.   | 3.    | Силвија Денкова          | Бугарска                  | 9:42,72  | 9:42,72 |  | 9:59,52  |         |
| 39.   | 3.    | Свитлана Шмит            | Украјина                  | 9:31,16  | 9:31,16 |  | 10:01,09 |         |
| 40.   | 3.    | Озлем Каја               | Турска                    | 9:38,32  | 9:38,32 |  | 10:03,52 |         |
| 41.   | 3.    | Матилда Шлензак          | Пољска                    | 9:39,87  | 9:39,87 |  | 10:08,84 |         |
| 42.   | 2.    | Аннуо Јин                | Кина                      | 9:41,44  | 9:41,44 |  | 10:09,10 |         |
| 43.   | 2.    | Ángela Figueroa          | Колумбија                 | 9:42,71  | 9:42,71 |  | 10:25,60 |         |
| 44.   | 1.    | Биназ Услу               | Турска                    | 10:28,23 | 9:24,06 |  | 10:31,00 | ДИСК    |

### Финале
Такмичење је одржано 6. августа. Карактеристика трке је што је победница Јулија Зарипова од старта до циља била на челу трке. Бранилац титуле и светска рекордерка Гулнара Самитова-Галкина није завршила трке. Одустала је у шестом кругу због исцрпљености. У финалу је постигнут 1 национални рекорд (Тунис), 4 лична рекорда и 1 најбоља лична резултата сезоне.
| Место | Атлетичарка              | Земља                     | Резултат | Белешка |
| ----- | ------------------------ | ------------------------- | -------- | ------- |
|       | Хабиба Гриби             | Тунис                     | 9:08,37  | НР      |
|       | Софија Асефа             | Етиопија                  | 9:09,84  |         |
|       | Милка Чемос Чејва        | Кенија                    | 9:09,88  |         |
| 4.    | Hiwot Ayalew             | Етиопија                  | 9:12,98  |         |
| 5.    | Etenesh Diro             | Етиопија                  | 9:19,89  | ЛР      |
| 6.    | Антје Мелднер-Шмит       | Немачка                   | 9:21,78  | ЛРС     |
| 7.    | Геза Фелицитас Краузе    | Немачка                   | 9:23,52  | ЛР      |
| 8.    | Ана Кабесиња             | Португалија               | 9:23,54  | ЛР      |
| 9.    | Мерси Ванџику            | Кенија                    | 9:26,73  |         |
| 10.   | Клариса Круз             | Португалија               | 9:32,44  |         |
| 11.   | Полина Јелизарова        | Летонија                  | 9:38,56  |         |
| 12.   | Бриџет Франек            | Сједињене Америчке Државе | 9:45,51  |         |
| —     | Гулнара Самитова-Галкина | Русија                    | НЗ       |         |
| ДИСК. | Јулија Зарипова          | Русија                    | 9:06,72  | СРС, ЛР |
| ДИСК. | Марта Домингез           | Шпанија                   | 9:36,45  |         |

## Пролазна времена
| Дистанца | Време   | Атлетичарка     | Држава |
| -------- | ------- | --------------- | ------ |
| 1.000 м  | 3:06,24 | Јулија Зарипова | Русија |
| 2.000 м  | 6:11,60 | Јулија Зарипова | Русија |

## Биланс медаља 2008—2012. у дисциплини 3.000 м препреке за жене
У табели су приказани освајачи медаља по земљама женсккој конкуренцији у дисциплини 3.000 м препреке на олимпијским играма од првих на којима је била на програму 2008 до последљих 2012. Питање бронзане медаље са ЛОИ 2008. која је одузета због допинга још није решено.
|   | Земља           |   |   |   |   |
| - | --------------- | - | - | - | - |
| 1 | Совјетски Савез | 1 | 0 | 0 | 1 |
| 1 | Тунис           | 1 | 0 | 0 | 1 |
| 3 | Кенија          | 0 | 1 | 1 | 2 |
| 4 | Етиопија        | 0 | 1 | 0 | 1 |
|   | Укупно (4)      | 2 | 2 | 1 | 5 |

### Појединачни биланс медаља после 2 такмичења
У овој табели приказане су атлетичарке које су у дисциплини 3000. м препрекео освојиле више од 1 медаље.
|  | Земља | Злато | Сребро | Бронза | Укупно |
|  | ----- | ----- | ------ | ------ | ------ |

После два такмичења није било атлетичарки које су освојиле више од једне медаље.